# Municipio de Tate (Ohio)
El municipio de Tate (en inglés: Tate Township) es un municipio ubicado en el condado de Clermont en el estado estadounidense de Ohio. En el año 2010 tenía una población de 9357 habitantes y una densidad poblacional de 76,15 personas por km².

## Geografía
El municipio de Tate se encuentra ubicado en las coordenadas 38°57′7″N 84°6′5″O / 38.95194, -84.10139. Según la Oficina del Censo de los Estados Unidos, el municipio tiene una superficie total de 122.87 km², de la cual 120.7 km² corresponden a tierra firme y (1.76%) 2.17 km² es agua.

## Demografía
Según el censo de 2010, había 9357 personas residiendo en el municipio de Tate. La densidad de población era de 76,15 hab./km². De los 9357 habitantes, el municipio de Tate estaba compuesto por el 98.42% blancos, el 0.28% eran afroamericanos, el 0.15% eran amerindios, el 0.17% eran asiáticos, el 0.12% eran isleños del Pacífico, el 0.05% eran de otras razas y el 0.81% pertenecían a dos o más razas. Del total de la población el 0.72% eran hispanos o latinos de cualquier raza.